# Pont Edmund-W.-Tobin
Le pont Edmund-W.-Tobin est un pont routier situé à Sherbrooke qui relie deux parties de cette ville en enjambant la rivière Saint-François. Il dessert ainsi la région administrative de l'Estrie.

## Description
Le pont est emprunté par l'autoroute 610. Il est en fait constitué de deux ponts distincts presque identiques. Chaque pont comporte deux voies de circulation, pour un total de quatre voies. 
En plus de la rivière Saint-François, le pont enjambe également la route 143 sur la rive gauche et la « Rue Saint-François » sur la rive droite, une des voies d'accès au centre-ville de Sherbrooke. Un échangeur (la sortie 3) permet de relier cette rue au pont. Il n'existe toutefois aucun échangeur avec la route 143.
On estime que 29 000 véhicules empruntent le pont chaque jour,, soit une moyenne annuelle de 10,6 millions de véhicules.

## Toponymie
Le pont est nommé en l'honneur d'Edmund William Tobin (1865-1938), qui fut industriel dans le domaine forestier, député fédéral pour la circonscription de Richmond—Wolfe de 1900 à 1930 et sénateur de 1930 jusqu'à sa mort en 1938.